# Bernhard Strigel

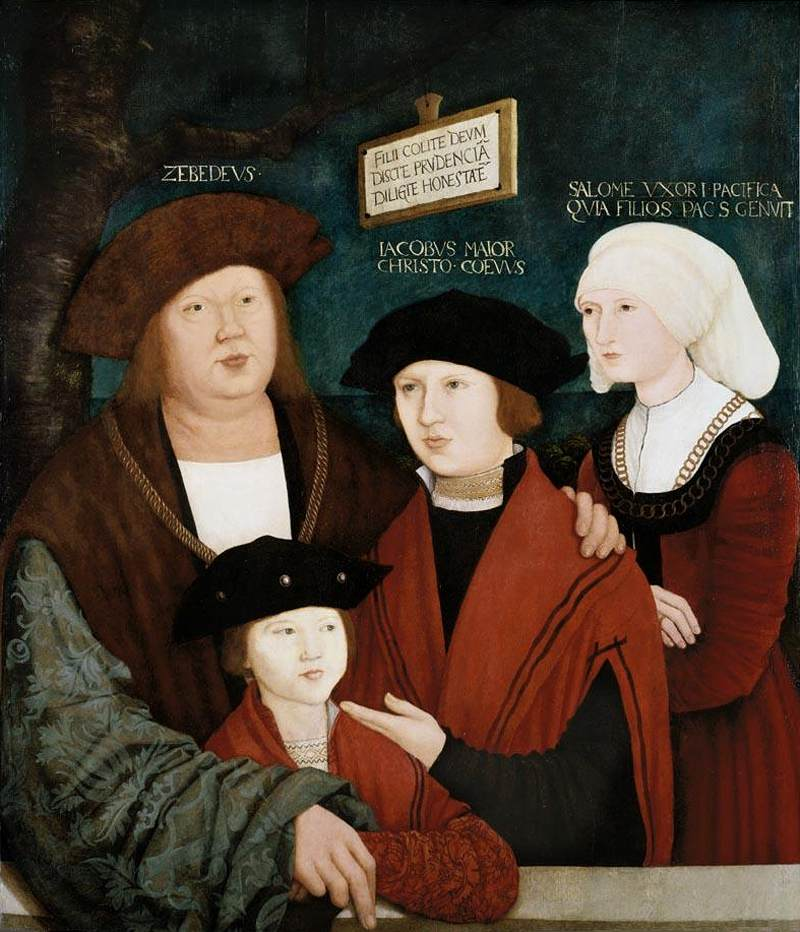
Retrato de la familia Cuspinian, 1520, colección privada. Las inscripciones identifican a los retratados como miembros de la familia de Cristo: ZEBEDEVS - IACOBBVS MAIOR /CHRISTO COEVVS – SALOME VXORI PACIFICA / QVIA FILIOS PAC S GENVIT.

Bernhard Strigel (Memmingen, 1460-1528) fue un pintor alemán que trabajó al servicio del emperador Maximiliano I. Su obra compuesta por motivos religiosos y retratos, se sitúa a caballo entre el arte gótico y la pintura del Renacimiento.

## Biografía y obra
Nacido en Memmingen, ciudad a la que sirvió también como consejero y diplomático, fue probablemente hijo o sobrino del pintor gótico Hans Strigel el Joven, o del escultor Ivo Strigel, y debió de formarse en el taller familiar. Con Bartholomäus Zeitblom, de Ulm, trabajó en la abadía de Blaubeuren en 1492. En sus primeras obras se manifiestan influencias de artistas flamencos, como Dieric Bouts, y de estampas de grabadores como Martin Schongauer y Durero. Este influjo se intuye especialmente en una de sus obras más interesantes, el altar de la Virgen pintado en 1507-1508 para el monasterio de Salem (Karlsruhe).
Protegido por Maximiliano I, en 1515 fue llamado a Viena como retratista de la corte. Una de las obras que pintó aquí, el Retrato del consejero Johannes Cuspinian y su familia, con una inscripción en el reverso que indica que fue pintada en 1520 por Strigel en Viena a la edad de 60 años, fue la que permitió reconocer su estilo, asignándosele a partir de su descubrimiento las obras antes agrupadas a nombre de un anónimo Maestro de la Colección Hirscher.
Una de sus obras más divulgadas y copiadas, el Retrato de la familia del emperador Maximiliano I pintado hacia 1515 (Viena, Kunsthistorisches Museum), presenta a los componentes de la familia imperial como miembros de la familia de Cristo, con inscripciones que remiten al tema de la Sagrada Familia o Santa Parentela, un motivo característico del arte alemán, abordado por el pintor en alguna otra ocasión, como en una tabla del mismo museo vienés. De esta forma, Maximiliano aparece como CLEOPHAS.FRATER CARNALIS.IO/SEPHI:MARITI DIVAE.VIR.MARIA (Cleofás, hermano carnal de José; marido de la divina Virgen María), María de Borgoña es María de Cleofás, Felipe el Hermoso, Santiago el Menor y Carlos V, Simón Zelotes, un recurso que empleará del mismo modo en otro retrato colectivo, el ya mencionado retrato de la familia Cuspinian que quizá fuese también la propietaria original de la tabla anterior.
Del citado retrato familiar de Maximiliano I existe una copia o réplica, sobre lienzo, de autoría discutida, en el museo de la Academia de San Fernando de Madrid. Así mismo el Museo Thyssen-Bornemisza conserva tres obras suyas un retrato de Caballero y dos de carácter religioso: El ángel de la anunciación, también llamado La Virgen de la Anunciación y El anuncio a Santa Ana.